# Wolpertshausen
Wolpertshausen è un comune tedesco di 2 402 abitanti, situato nel land del Baden-Württemberg.